# Lega giordana professionistica 2011-2012
La stagione 2011-2012 è stata la 60ª edizione della Jordan League, massimo livello del campionato giordano di calcio.

## Squadre partecipanti

### Profili
| Club                | Città    | Stadi                       |
| ------------------- | -------- | --------------------------- |
| Al-Arabi            | Irbid    | Al-Hassan Stadium           |
| Al-Baqa'a SC        | Amman    | Petra Stadium               |
| Al-Faisaly          | Amman    | Amman International Stadium |
| Al-Jalil            | Irbid    | Al-Hassan Stadium           |
| Al-Jazira           | Amman    | Petra Stadium               |
| Al-Ramtha           | Ramtha   | Prince Hashim Stadium       |
| Al-Wahdat           | Amman    | King Abdullah Stadium       |
| Al-Yarmouk          | Amman    | King Abdullah Stadium       |
| Shabab Al-Ordon     | Zarqa    | Prince Mohammed Stadium     |
| Kfarsoum            | Irbid    | Prince Hashim Stadium       |
| That Ras            | Al Karak | Prince Faisal Stadium       |
| Manshia Bani Hassan | Mafraq   | Prince Mohammed Stadium     |

## Classifica finale
|                      | Pos. | Squadra             | Pt | G  | V  | N | P  | GF | GS | DR  |
| -------------------- | ---- | ------------------- | -- | -- | -- | - | -- | -- | -- | --- |
| Giordania (bandiera) | 1.   | Al-Faisaly          | 51 | 22 | 16 | 3 | 3  | 50 | 17 | +33 |
|                      | 2.   | Al-Ramtha           | 51 | 22 | 15 | 6 | 1  | 45 | 15 | +30 |
|                      | 3.   | Al-Wehdat           | 40 | 22 | 11 | 7 | 4  | 34 | 18 | +16 |
|                      | 4.   | Al-Baqa'a           | 36 | 22 | 10 | 6 | 6  | 30 | 26 | +4  |
|                      | 5.   | Shabab Al-Ordon     | 28 | 22 | 7  | 7 | 8  | 26 | 25 | +1  |
|                      | 6.   | Al-Arabi Irbid      | 28 | 22 | 7  | 7 | 8  | 28 | 32 | -4  |
|                      | 7.   | Al-Jazira           | 27 | 22 | 7  | 6 | 9  | 26 | 31 | -5  |
|                      | 8.   | That Ras            | 24 | 22 | 5  | 9 | 8  | 31 | 36 | -5  |
|                      | 9.   | Manshia Bani Hassan | 24 | 22 | 6  | 6 | 10 | 30 | 36 | -6  |
|                      | 10.  | Al-Yarmouk          | 21 | 22 | 5  | 6 | 11 | 19 | 35 | -16 |
|                      | 11.  | Al-Jalil            | 17 | 22 | 3  | 8 | 11 | 22 | 40 | -18 |
|                      | 12.  | Kufrsoum            | 13 | 22 | 4  | 1 | 17 | 26 | 56 | -30 |

Legenda:

      Campione della Giordania e ammessa alla Coppa dell'AFC 2013
      Ammessa alla Coppa dell'AFC 2013 come vincitrice della Coppa della Giordania 2011-2012
      Retrocesse in Jordan Second Division 2012-2013
Note:

Tre punti a vittoria, uno a pareggio, zero a sconfitta.

## Spareggio scudetto
| Amman 6 maggio 2012, ore 17:00 UTC+6 | Al-Ramtha | 0 – 3 | Al-Faisaly | Amman International Stadium (ʿAmmān (Amman)) |

## Campione
Al-Faisaly
(32º titolo)